# Viviane Moore
 (juillet 2017).
Si vous disposez d'ouvrages ou d'articles de référence ou si vous connaissez des sites web de qualité traitant du thème abordé ici, merci de compléter l'article en donnant les références utiles à sa vérifiabilité et en les liant à la section « Notes et références ».
Pour les articles homonymes, voir Moore.
Viviane Moore, née le 3 juillet 1960 à Hong Kong, est une journaliste et romancière française. Elle est connue pour sa série de romans policiers historiques mettant en scène un héros récurrent : Galeran de Lesneven, jeune chevalier Léonnais de par son père et Gascon de par sa mère.

## Biographie
Viviane Moore est née en 1960 à Hong Kong, d'un père architecte et d'une mère maître-verrier. Elle naît dans un pousse-pousse bloqué par les embouteillages, ses parents n'ayant pas eu le temps d'atteindre la maternité la plus proche[réf. nécessaire]. Elle commence sa carrière comme photographe, à l'âge de 19 ans. Elle devient ensuite journaliste indépendante, avant de se consacrer entièrement à l'écriture. Elle vit aujourd'hui près de Chartres.
Sa série de romans policiers historiques mettant en scène le chevalier Galeran de Lesneven l'a fait rapidement connaître du grand public, un succès qui se confirme et s'amplifie avec la Saga de Tancrède le Normand, dans la collection Grands Détectives des éditions 10/18.

## Œuvre

### Romans

#### SérieGaleran de Lesneven
L'ordre de publication des volumes ne suit pas l'ordre chronologique des romans.
1. 1999 : La Couleur de l'archange (tome 1), Éditions du Masque, coll. « Grand Format »  (ISBN 2-7024-7894-8). Rééd. Le Livre de poche, 2000  (ISBN 2-253-14881-4) ; rééd. Le Masque, 2002  (ISBN 2-7024-9734-9).
2. 2002 : Fauve (tome 2), Éditions du Masque, coll. « Labyrinthes ». Rééd. Le Livre de poche, 2004  (ISBN 2-253-09038-7) ; rééd. Le Masque, 2006  (ISBN 2-7024-3369-3).
3. 1997 : Bleu Sang (tome 3), Éditions du Masque, coll. « Labyrinthes »  (ISBN 2-7024-9546-X). Rééd. Le Livre de poche, 2002  (ISBN 2-253-18234-6).
4. 1997 : Noir Roman (tome 4), Éditions du Masque, coll. « Labyrinthes »  (ISBN 2-7024-9545-1). Rééd. Le Livre de poche, 2003  (ISBN 2-253-18237-0).
5. 1997 : Rouge sombre (tome 5), Éditions du Masque, coll. « Labyrinthes »  (ISBN 2-7024-9565-6). Rééd. Le Livre de poche, 2003  (ISBN 2-253-18241-9).
6. 1998 : Blanc Chemin (tome 6), Éditions du Masque, coll. « Labyrinthes »  (ISBN 2-7024-9598-2).
7. 1998 : Jaune sable (tome 7), Éditions du Masque, coll. « Labyrinthes »  (ISBN 2-7024-9622-9).
8. Viviane Moore, Les Oiseaux de Rhiannon, Paris, Éditions du Masque, 28 novembre 2000, 307 p. (ISBN 978-2-7024-7946-9, BNF 37199187)Rééditions : Éditions du Masque coll. « Labyrinthes », 29 avril 2003 ; Éditions du Masque coll. « Labyrinthes », 9 juin 2010.
9. Viviane Moore, Vert-de-gris, Paris, Éditions du Masque, coll. « Labyrinthes », 23 mars 1999, 287 p. (ISBN 978-2-7024-9623-7, BNF 37036839)Roman publié directement en collection de poche, sans édition préalable en grand format.

#### La trilogie celte
- 2004 : Par le feu (tome 1), Éditions du Masque, coll. « Labyrinthes »  (ISBN 2-7024-7979-0).
- 2004 : Par la vague (tome 2), Éditions du Masque, coll. « Labyrinthes »  (ISBN 2-7024-9778-0).
- 2005 : Par le vent (tome 3), Éditions du Masque, coll. « Labyrinthes »  (ISBN 2-7024-8015-2).

#### La saga de Tancrède le normand
- 2006 : Le Peuple du vent : L'épopée des Normands de Sicile, 10/18, coll. « Grands détectives » no 3890  (ISBN 2-264-04048-3)
- 2006 : Les Guerriers fauves : L'épopée des Normands de Sicile, 10/18, coll. « Grands détectives » no 3891  (ISBN 2-264-04049-1)
- 2007 : La Nef des damnés : L'épopée des Normands de Sicile, 10/18, coll. « Grands détectives » no 4008  (ISBN 2-264-04417-9)
- 2007 : Le Hors venu : L'épopée des Normands de Sicile, 10/18, coll. « Grands détectives » no 4084  (ISBN 2-264-04532-9)
- 2008 : Le Sang des ombres : L'épopée des Normands de Sicile, 10/18, coll. « Grands détectives » no 4164  (ISBN 978-2-264-04745-8)
- 2009 : Les Dieux dévoreurs : L'épopée des Normands de Sicile, 10/18, coll. « Grands détectives » no 4284  (ISBN 978-2-264-04915-5)
- 2010 : À l'orient du monde : L'épopée des Normands de Sicile, 10/18, coll. « Grands détectives » no 4388  (ISBN 978-2-264-05141-7)

#### La trilogie japonaise
- 2000 : Intramuros, Éditions du Masque, coll. « Noires Racines »  (ISBN 2-7024-7942-1).
- 2001 : Tokyo des ténèbres, éditions Flammarion, coll. « Flammarion Noir »  (ISBN 2-08-068157-5). Rééd. J'ai lu, 2002  (ISBN 2253182346).[Quoi ?] Rééd. en 2007 aux éditions Elytis.
- 2003 : Ombre japonaise, éditions Flammarion, coll. « Flammarion Noir »  (ISBN 2-08-068389-6). Rééd. en 2008 aux éditions Elytis.

#### SérieAlchemia
- 2014 : La Femme sans tête, 10/18, coll. « Grands détectives » no 4727  (ISBN 978-2-264-05882-9)
- 2016 : L’Homme au masque de verre, 10/18, coll. « Grands détectives » no 5085  (ISBN 978-2-264-06506-3)
- 2017 : Le Souffleur de cendres, 10/18, coll. « Grands détectives » no 5250  (ISBN 978-2-264-06945-0)
- 2020 : Le Fils de la lune (dans l'intégrale de la série), 10/18, coll. « Grands détectives »  (ISBN 978-2-264-07721-9)
- 2023 : La Dernière Enquête du bureau des affaires extraordinaires, 10/18, coll. « Grands détectives »  (ISBN 978-2-264-08187-2)

#### Autres romans
- 2001 : Ilianday, éditions du Masque, coll. « Grande Diffusion »  (ISBN 2-7024-7980-4).
- 2005 : Le Passager silencieux, éditions Flammarion, coll. « Flammarion Noir »  (ISBN 2-08-068514-7).
- 2009 : 79° nord, éditions ELYTIS  (ISBN 9782356390127)
- 2013 : Ainsi puis-je mourir, 10/18, no 4774  (ISBN 978-2264061768)
- 2019 : Les Gardiens de la lagune, 10/18, no 5338  (ISBN 978-2264072191)
- 2022 : La Quête de l'Orphanus, 10/18, (3 mars 2022)  (ISBN 978-2-264076328)

### Ouvrages pour la jeunesse

#### Romans
- 2005 : Le Seigneur sans visage, éditions Flammarion, coll. « Castor Poche »  (ISBN 2-08-162676-4).
- 2007 : Haro !, éditions Thierry Magnier coll. « Roman »
- 2008 : Made In Japan, Rageot éditeur.
- 2012 : La Nuit du loup vert, éditions Groupe Flammarion, coll. « Castor Poche »
- 2015 : Le Château du Diable Rouge
- 2017 : Le Maitre de l'arc, avec Stéphane Gerland, GALLIMARD JEUNESSE.

#### Nouvelles
- 2005 : « L’Ordalie des flammes », nouvelle, dans le recueil La Danse des maudits, éditions Rageot.
- 2005 : « Après moi, le déluge », nouvelle, dans le recueil Nouvelles vertes, éditions Thierry Magnier.
- 2008 : « L'Œil des anges », éditions Thierry Magnier, dans le recueil "Nouvelles re-vertes"